# Anthiro (Karditsa)
Anthiro  este un oraș în Grecia în prefectura Karditsa.